# Bethelsdorp
Bethelsdorp este o comuna de 20 km la Port Elizabeth, parte a "Nelson Mandela Bay Metropolitan Municipality" în Provincia Eastern Cape, Africa de Sud.